# Die Farm (Doku-Soap)
Die Farm ist eine ursprünglich aus Schweden stammende Reality-Show, die von RTL im Frühjahr 2010 ausgestrahlt wurde.
Zwölf Menschen tauschen für 10 Wochen das gewohnte Stadtleben gegen das Leben auf dem Land. Neben dem Bewirtschaften der Farm müssen die Kandidaten auch eine wöchentliche Aufgabe lösen, um sich so Münzen zum Kauf von Luxusgütern zu erspielen. Es gibt einen Farmer der Woche, der für diesen Zeitraum das Oberhaupt der Farm ist. In den ersten beiden Wochen wurde dieser von den Kandidaten in einer offenen Abstimmung gewählt. Wöchentlich findet ein Duell zwischen zwei der Kandidaten statt, bei dem der Verlierer die Farm verlassen muss. Der erste Duellant wird in einer offenen Abstimmung gewählt. Er wählt sich dann einen zweiten gleichgeschlechtlichen Duellanten aus, welcher die Art des Duells bestimmen darf (Axtwerfen, Melken, Tauziehen, Wissen oder Sägen). Der ausgeschiedene Kandidat legt in einem Abschiedsbrief den neuen Farmer der Woche fest. Am Ende wird der Farmer des Jahres gewählt, der die Sendung mit einer Gewinnsumme von 50.000 EUR als Sieger verlässt.

## Konzept

### Vorbild
Die Sendung basiert auf dem schwedischen Format Farmen, das dort in fünf Staffeln von 2001 bis 2004 auf TV4 ausgestrahlt wurde. Zuständige Produktionsfirma war STRIX Television AB. Die Show wurde mittlerweile in über 40 Länder verkauft.

### Deutsche Variante
Die deutsche Version wurde bereits im Sommer 2009 aufgezeichnet. Gedreht wurde auf einer Farm in Norwegen. In Deutschland ist Endemol Deutschland für die Produktion verantwortlich.

## Teilnehmer

### Erste Staffel
Die erste Staffel wurde von 31. Januar 2010 bis 4. April 2010 immer sonntags auf RTL ausgestrahlt. Markus (34, Vertreter aus Nordrhein-Westfalen) wurde Farmer des Jahres. Er gewann das Finale gegen seinen Mitstreiter Hofi aus Sachsen.